# Fuerzas Armadas de Austria
Las Fuerzas Armadas de la República de Austria (en alemán: Österreichisches Bundesheer, lit. 'Ejército Federal de Austria') es el ejército de la República de Austria y la principal organización militar responsable de la defensa nacional. Está dividida en las ramas del ejército de tierra (Landstreitkräfte), la fuerza aérea (Luftstreitkräfte) y las fuerzas especiales (Spezialeinsatzkräfte).
Austria, al ser un país sin salida al mar, hoy en día no tiene armada; de 1958 a 2006, sin embargo, el ejército austríaco operó un escuadrón naval de patrulleras en el río Danubio. Ese deber ha sido asumido por el Bundespolizei (Policía Federal).

## Historia
Entre 1918 y 1920, el ejército semirregular austríaco se llamó Volkswehr ("Defensa Popular"), y luchó contra unidades del ejército yugoslavo que ocupaban partes de Carintia. Se lo conoce como "Bundesheer" desde entonces, excepto en el periodo de tiempo en el que Austria formaba parte de la Alemania nazi (1938–1945; véase Anschluss). El ejército austríaco desarrolló un plan de defensa en 1938 contra Alemania[cita requerida], pero la política impidió que se implementara.
En 1955, Austria declaró su neutralidad permanente y convirtió la neutralidad en una ley constitucional. El principal objetivo del ejército austríaco desde entonces ha sido la protección de la neutralidad de Austria.
Con el fin de la Guerra Fría, las fuerzas armadas austríacas han ayudado cada vez más a la policía fronteriza a controlar la afluencia de inmigrantes ilegales a través de las fronteras austríacas. La guerra en los Balcanes vecinos resultó en el levantamiento de las restricciones en el rango de armamento de los militares austriacos que había sido impuesto por un tratado internacional de 1955.

## Misión
Las principales tareas constitucionales del ejército austríaco de hoy son:
- Proteger las instituciones constitucionalmente establecidas y las libertades democráticas de la población.
- Mantener el orden y la seguridad dentro del país.
- Prestar asistencia en caso de catástrofes naturales y desastres de magnitud excepcional.

## Organización

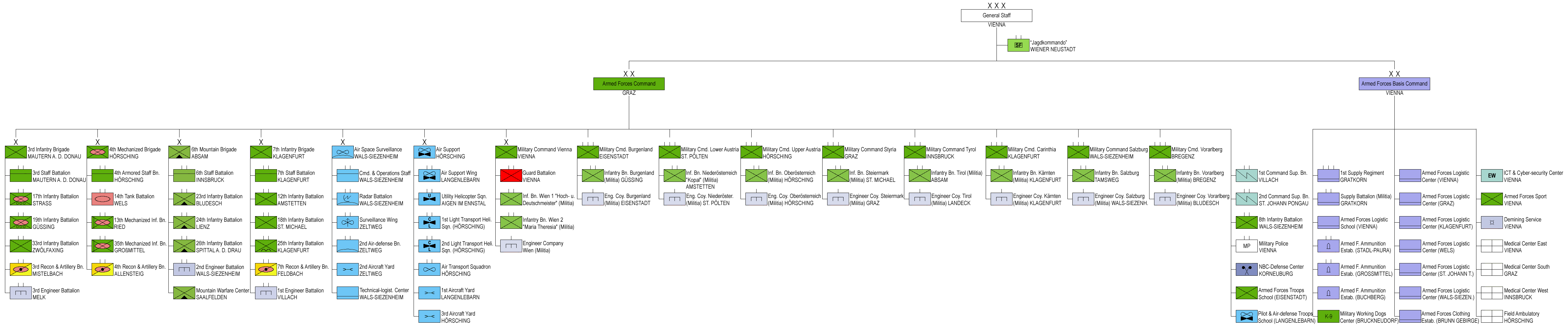
Estructura de las Fuerzas Armadas después de la reforma de 2019

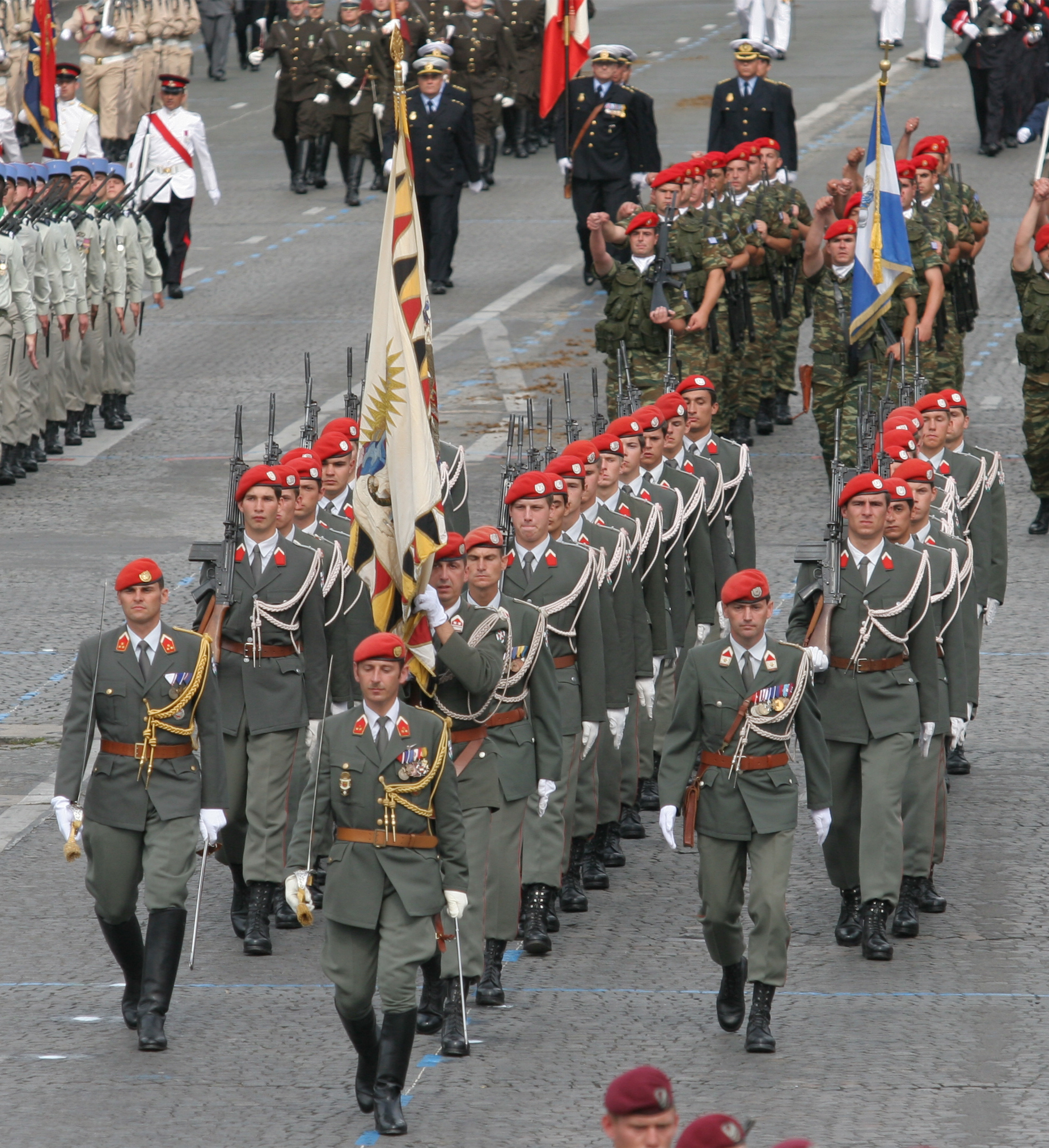
Compañía de la Guardia Austríaca durante el desfile del Día Nacional de Francia

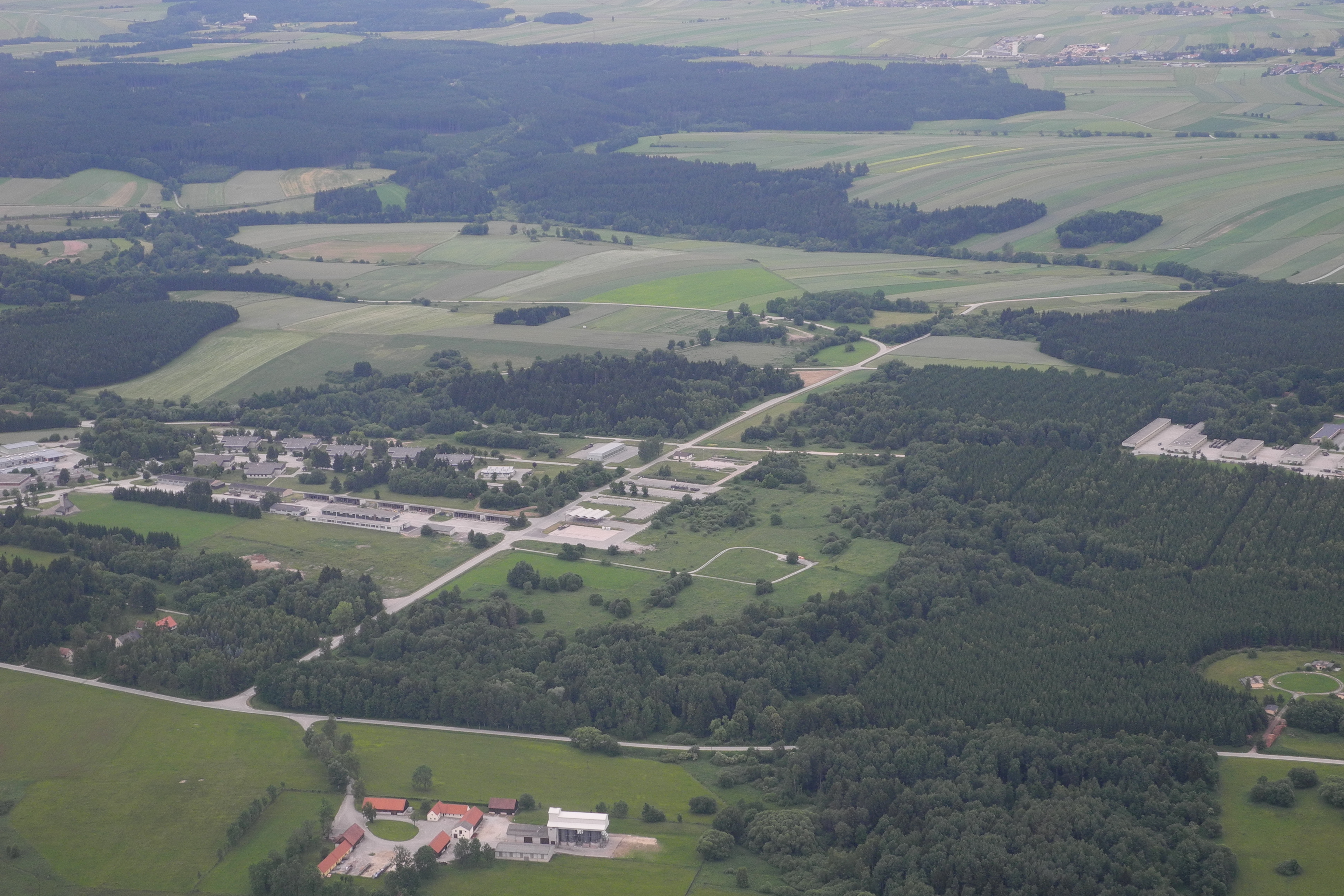
Allentsteig (157 km²) es el área de entrenamiento más grande de Austria

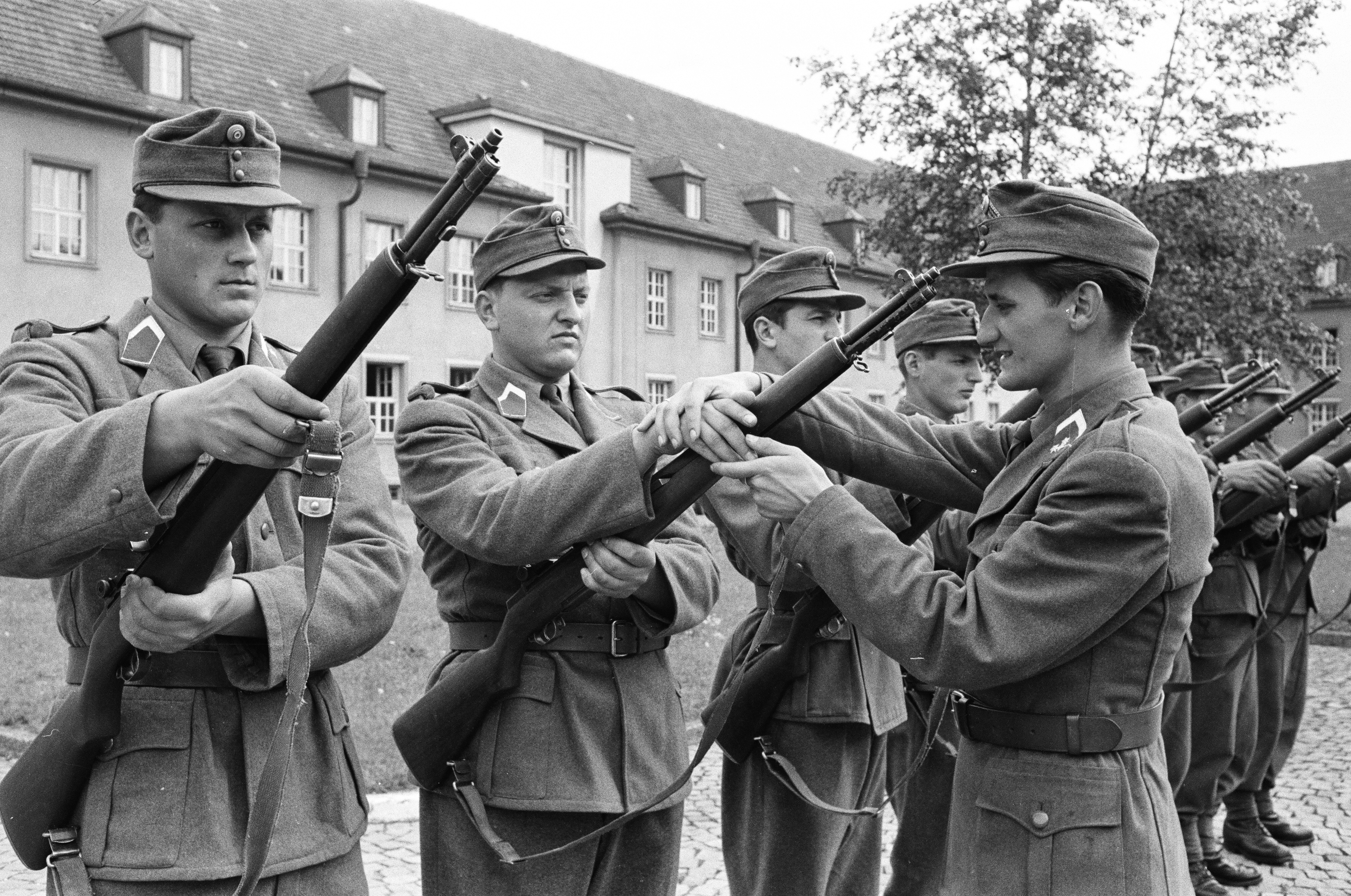
Tropas de la organización anterior B-Gendarmerie entrenando con M1 Garands durante la década de los 50.

Aeródromo de Zeltweg

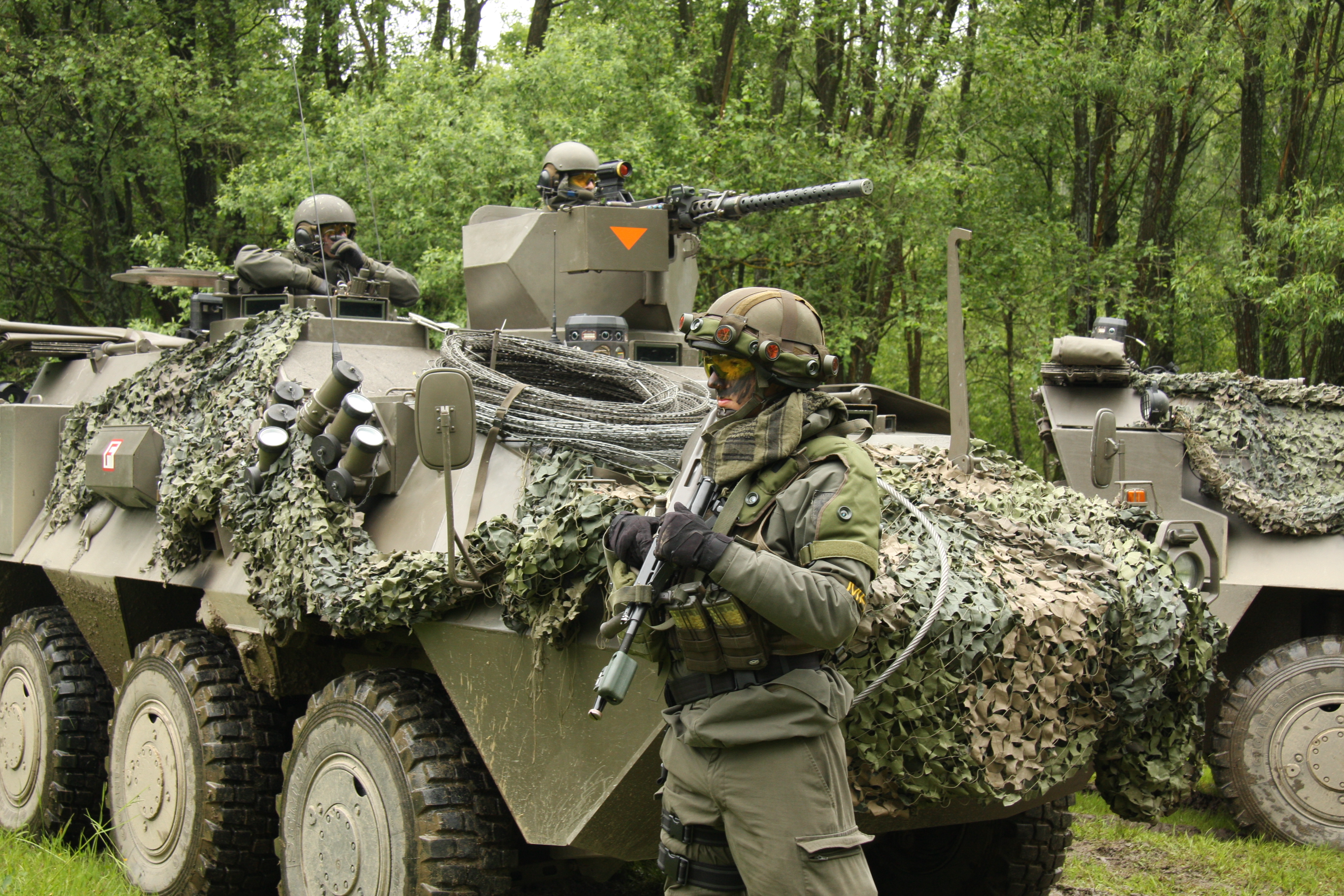
Soldados del 17 ° Batallón de Infantería durante una maniobra

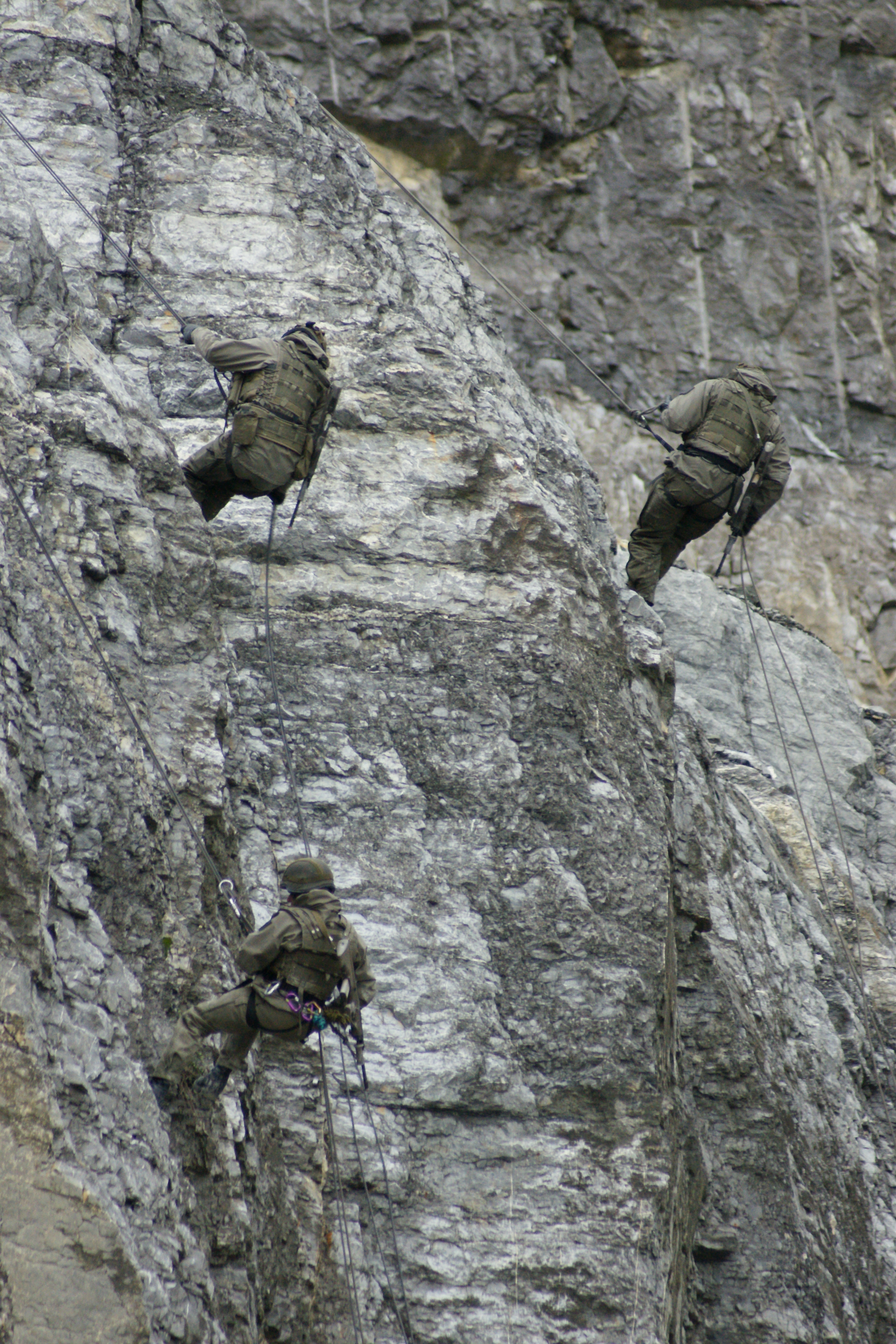
Gebirgsjäger austríacos en los Alpes

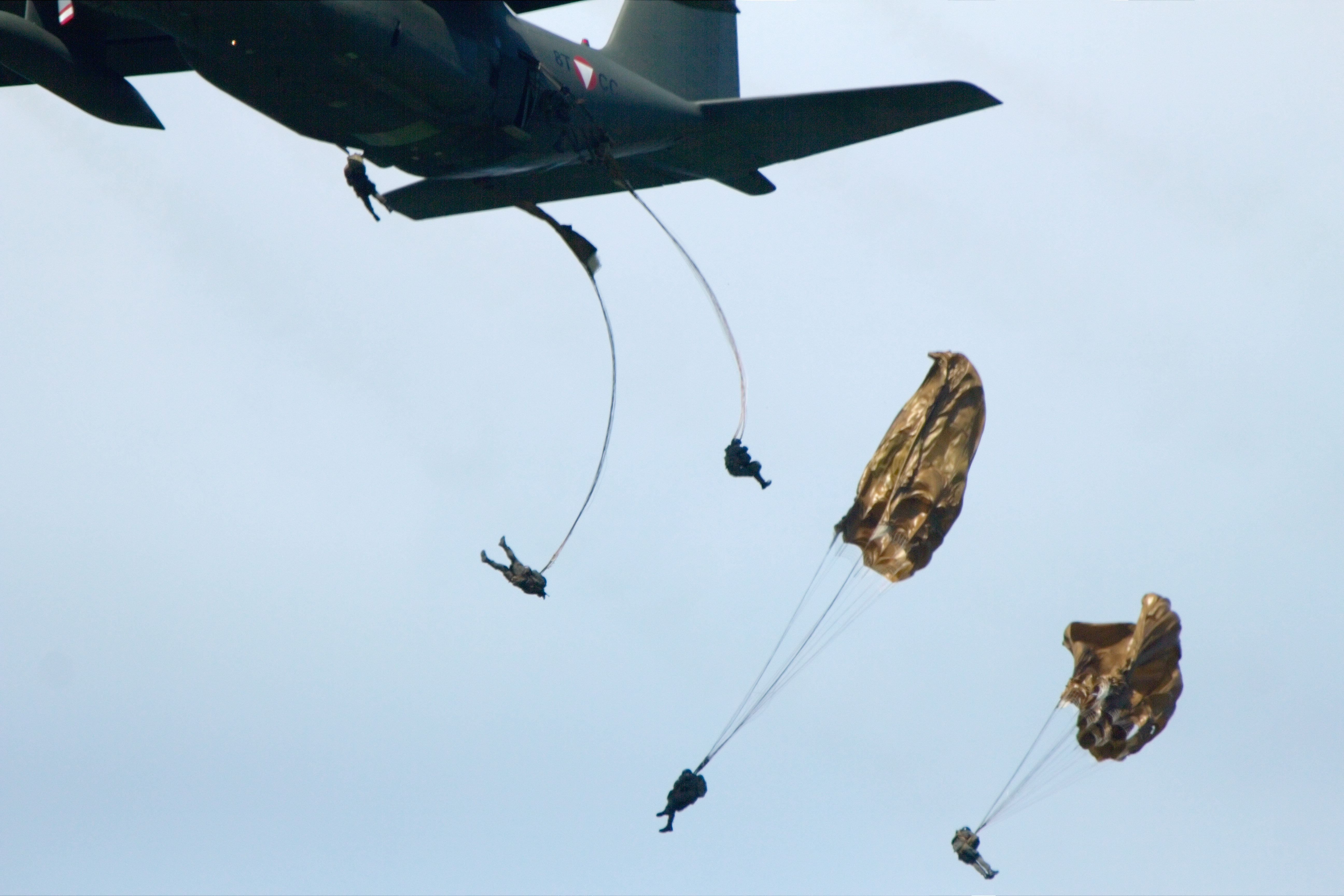
Paracaidistas del 25. ° Batallón de Infantería saltan de un avión C-130 Hercules

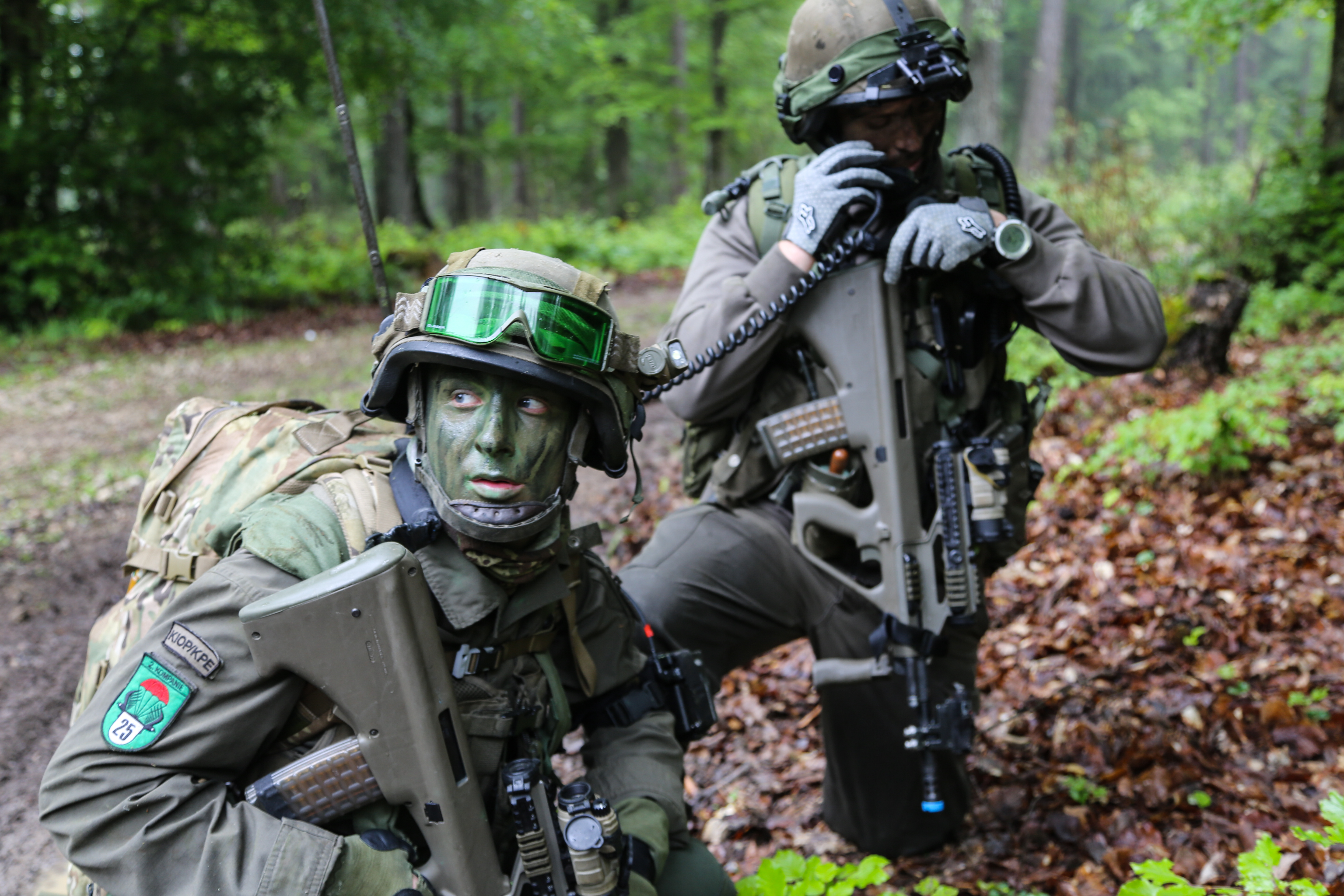
Soldados austriacos entrenan con la StG 77

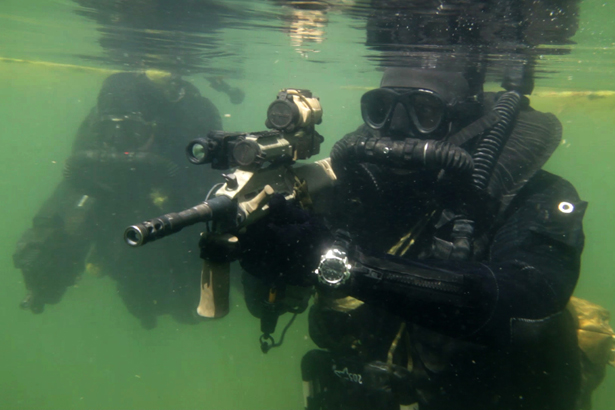
Jagdkommando frogmen

Bajo la constitución, el presidente es el comandante jefe de las fuerzas armadas. En realidad, el Canciller tiene la autoridad para tomar decisiones, ejercida a través del Ministro de Defensa Nacional. El Canciller también preside el Consejo de Defensa Nacional, que tiene como miembros el vicepresidente, el ministro de Defensa Nacional, un designado de este ministro, el Jefe del Estado Mayor y un representante parlamentario. El ministro de Defensa Nacional, actuando en cooperación con el ministro del Interior, coordina el trabajo de los cuatro comités principales del Consejo de Defensa Nacional: el Comité de Defensa Militar; el Comité de Defensa Civil; el Comité de Defensa Económica; y el Comité de Defensa Psicológica. El Jefe del Estado Mayor actúa como asesor militar superior del Ministro de Defensa Nacional, asiste al ministro en el ejercicio de su autoridad y, como jefe del estado mayor, es responsable de la planificación. Sin embargo, el comandante del ejército ejerce el control operacional directo del Bundesheer tanto en tiempo de paz como en tiempo de guerra.
El artículo 79 de la constitución, tal como fue enmendado en 1985, establece que al ejército se le confía la defensa militar del país. En la medida en que la autoridad civil legalmente constituida solicita su cooperación, el ejército está además encargado de proteger las instituciones constitucionales y su capacidad para actuar, así como las libertades democráticas de los habitantes; mantener el orden y la seguridad en el interior; y prestar ayuda en desastres y contratiempos de alcance extraordinario. En la administración de las fuerzas armadas, el Ministerio de Defensa Nacional está organizado en cuatro secciones principales y la inspección general: la Sección I trata asuntos legales y legislativos; La Sección II maneja asuntos de personal y reclutamiento, incluyendo disciplina y agravios; La Sección III se ocupa de los mandos de las tropas, las escuelas y otras instalaciones, y también comprende los departamentos G-1 a G-5, así como un departamento separado para las operaciones aéreas; y la Sección IV trata de adquisiciones y suministros, asuntos de intendentes, armamentos y artillería.
La inspección general de tropas es una sección separada del ministerio con responsabilidad de coordinación y cumplimiento de las misiones de las fuerzas armadas. Abarca un departamento de personal general, un departamento de agregados y grupos de planificación e inspección.
Las fuerzas armadas consisten únicamente en el ejército, del que la fuerza aérea se considera parte integrante. En 1993, el complemento activo total de las fuerzas armadas fue de 52,000, de los cuales 20,000 a 30,000 eran conscriptos en entrenamiento de seis a ocho meses. El ejército tenía 46,000 efectivos en servicio activo (incluyendo aproximadamente 19,500 conscriptos), y la fuerza aérea tenía 6,000 personas (2,400 reclutas).

## Apariencia
El uniforme de servicio del ejército austriaco es verde oliva, el uniforme de gala es gris; para ocasiones formales, se puede usar un uniforme blanco. El uniforme de la fuerza aérea es idéntico, con la adición de alas que se usan en la chaqueta derecha: dorado para oficiales y plateado para el personal alistado. Las ramas de servicio se identifican por los colores de la boina: escarlata para la Guardia de honor; verde para la infantería; negro para armadura; cereza para aerotransportado; y azul oscuro para el intendente. Insignia de rango se usa en la solapa de la chaqueta del uniforme de gala (estrellas plateadas en un escudo verde o dorado) y en las charreteras del uniforme de campo (estrellas blancas, plateadas o doradas en un campo de color verde oliva). En 2018 se lanzará un nuevo uniforme de servicio con un patrón de camuflaje de seis colores.

## Equipamiento
| Sistema                        | Imagen                         | Origen                                 | Tipo                                      | En servicio                    | Notas |
| Vehículos blindados de combate | Vehículos blindados de combate | Vehículos blindados de combate         | Vehículos blindados de combate            | Vehículos blindados de combate | Vehículos blindados de combate |
| ------------------------------ | ------------------------------ | -------------------------------------- | ----------------------------------------- | ------------------------------ | --- |
| Leopard 2A4                    |                                | Bandera de Alemania Occidental         | Tanque principal de batalla               | 56                             | En 2023, se tomó la decisión de actualizar la flota existente al estándar Leopard 2NV, con un total de 58 tanques que se actualizarán.                                                                                                  |
| ASCOD ULAN                     | style="text-align: center; "   | Bandera de Austria · Bandera de España | Vehículo de combate de infantería         | 112                            | Modernización decidida en 2023 Sustitución de los componentes ópticos y electrónicos del sistema de control de incendios Revisión de la cadena cinemática Nuevo sistema de aire acondicionado Montajes para el camuflaje SAAB Barracuda |
|                                |                                |                                        |                                           |                                | |
| Pandur I                       |                                | Bandera de Austria                     | Vehículo blindado de transporte de tropas | 74                             | |
| Pandur EVO                     |                                | Bandera de Austria                     | Vehículo blindado de transporte de tropas | 100                            | 225 Pandur EVO pedidos en 12 versiones diferentes |
| BvS10 MkIIB AUT                |                                | Bandera de Suecia                      | Vehículo articulado de orugas             | 32                             | |
| ATF Dingo 2 A3                 |                                | Bandera de Alemania                    | Infantry mobility vehicle                 | 164                            | En diferentes versiones |
| Iveco LMV                      |                                | Bandera de Italia                      | Vehículo de movilidad de infantería       | 150                            | 150 Iveco LMV adquiridos, 27 en variantes especializadas |

## Defensa aérea
| Sistema                                                | Imagen                      | Origen                      | Tipo                                       | En servicio                 | Notas                                                                                             |
| Radares de vigilancia aérea                            | Radares de vigilancia aérea | Radares de vigilancia aérea | Radares de vigilancia aérea                | Radares de vigilancia aérea | Radares de vigilancia aérea                                                                       |
| ------------------------------------------------------ | --------------------------- | --------------------------- | ------------------------------------------ | --------------------------- | ------------------------------------------------------------------------------------------------- |
| Selex RAT-31DL "FADR" (Fixed air defence radar)        |                             | Bandera de Italia           | Radar de vigilancia aérea de largo alcance | 3                           | Radares estacionarios, actualizados por Leonardo en 2020.                                         |
| Selex RAT-31DL/M "DADR" (Deployable air defence radar) |                             | Bandera de Italia           | Radar de vigilancia aérea de largo alcance | 1                           | Radar móvil, actualizado por Leonardo en 2020.                                                    |
| Defensa aérea                                          |                             |                             |                                            |                             |                                                                                                   |
| de                                                     |                             | Bandera de Francia          | Radar de adquisición de blancos            | 12                          | Suministrado por Thomson-CSF (Thales Group)                                                       |
| Mistral3 lFAL "Mistral"                                |                             | Bandera de Francia          | MANPAD                                     | -                           | 59 lanzadores                                                                                     |
| Skyranger 30 A3 "Flakpanzer"                           |                             | Bandera de Suiza            | VSHORAD SPAAG                              | 36                          | Sistema de soporte Pandur EVO con - Oerlikon KCE Canon - Munición AHEAD (30 × 173 mm) - Mistral 3 |
| Oerlikon GDF 009 35 mm ZFlAK 85                        |                             | Bandera de Suiza            | Cañón antiaéreo remolcado                  | 28                          | con munición AHEAD y "Skyguard Next Generation" sistema de control de tiro                        |

## Estructura de rango
De los ocho alistados, solo un sargento (Wachtmeister) o superior se considera un suboficial. Hay dos rangos de oficiales de guardia: Offiziersstellvertreter y Vizeleutnant. El candidato de menor rango al rango de oficial (Fähnrich) - es retenido por cadetes en la academia militar y por oficiales de reserva en entrenamiento para el rango de segundo teniente. Para mantener la conformidad con los niveles de grado en el servicio civil, hay solo dos rangos generales en el sistema de personal: general de brigada (una estrella) y teniente general (tres estrellas). Sin embargo, los rangos de general (dos estrellas) y general completo (equivalente a cuatro estrellas) se otorgan a oficiales que tienen órdenes militares particulares.

## Escuadrón Naval (1958-2006)

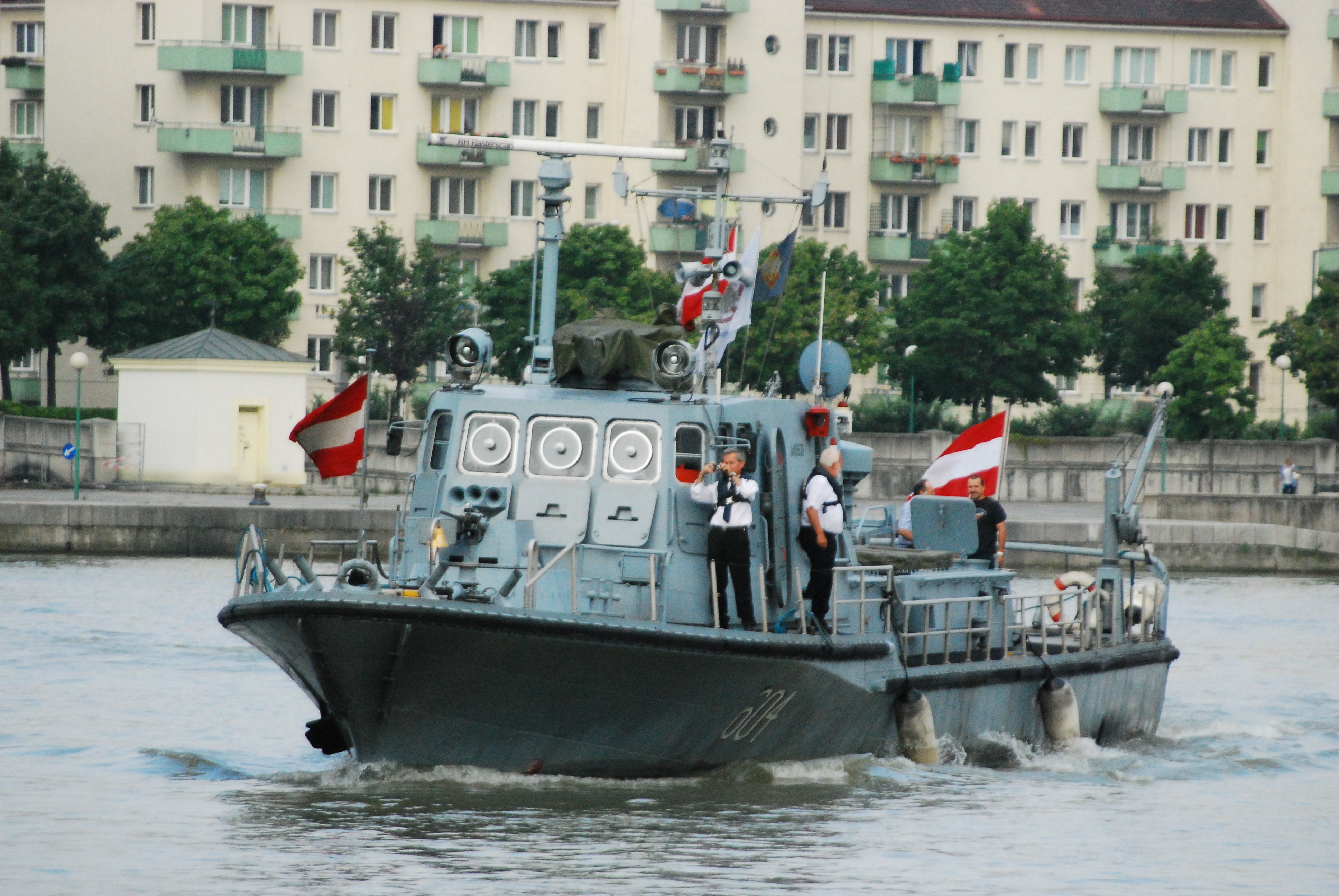
Ex patrullero austríaco en el río Danubio.

En 1958 la patrullera RPC Oberst Brecht fue comisionado como un escuadrón naval del Ejército para patrullar el Danubio en protección de la neutralidad del país. La embarcación más grande RPB Niederösterreich también fue encargado 12 años después. El escuadrón estaba compuesto por dos oficiales y treinta hombres. La compañía que construyó los buques cerró en 1994. Con la caída del comunismo y la incapacidad de mantener y reparar los buques, el escuadrón se disolvió en 2006. Ambos buques fueron donados al Museo de Historia Militar de Viena después de su desmantelamiento, y pueden ser recorridos por los huéspedes del museo.

## Strong Europe Tank Challenge
Austria obtuvo el primer puesto en el Strong Europe Tank Challenge 2017 cuando seis naciones y países socios lucharon en Grafenwoehr, Alemania. Los tanques austriacos derrotaron a equipos de Francia, Alemania, Polonia, Ucrania y EE. UU. en el ejercicio. Los soldados austriacos usaron tanques Leopard 2A4 durante la competición.

## Nota
1. ↑  Fecha de fundación.
2. ↑  Estructura actual.